# ヨアフ・タルミ
ヨアフ・タルミ（Yoav Talmi、1943年4月28日 - ）はイスラエルの指揮者、作曲家。

## 経歴
1943年、メルハヴィア(Merhavia(kibbutz))生まれ。テルアビブのルービン・アカデミーで指揮と管弦楽法を学び、後に渡米してジュリアード音楽院でも学ぶ。その後ワルター・ジュスキント、ブルーノ・マデルナ、ジャン・フルネ、エーリヒ・ラインスドルフらに師事。1969年にタングルウッド音楽センター(en:Tanglewood Music Center)のセルゲイ・クーセヴィツキー大賞を受賞した。
1974 年から1980 年までアーネム・フィルハーモニー管弦楽団音楽監督、1989年から1996年までサンディエゴ交響楽団音楽監督、1998年から2011年までケベック交響楽団芸術監督兼首席指揮者、2000年から2004年までハンブルク交響楽団首席指揮者を務めた。
ベルリン・フィルハーモニー管弦楽団、ロイヤル・コンセルトヘボウ管弦楽団、フランス国立管弦楽団、イスラエル・フィルハーモニー管弦楽団などに客演。
日本では、2002年10月にエフゲニー・スヴェトラーノフの代役としてNHK交響楽団を指揮したほか、東京交響楽団、新日本フィルハーモニー交響楽団、札幌交響楽団などに客演。
2008年にイスラエル文化省のフランク・ペレグ賞を受賞。2013年にはイスラエル首相作曲家賞を受賞。